# Gérard Valet
 (avril 2022).
Si vous disposez d'ouvrages ou d'articles de référence ou si vous connaissez des sites web de qualité traitant du thème abordé ici, merci de compléter l'article en donnant les références utiles à sa vérifiabilité et en les liant à la section « Notes et références ».
Gérard Valet est un journaliste et animateur radio français né le 24 août 1932 à Paris et mort le 3 janvier 2005 à Anderlecht. En 1957, il s'établit en Belgique comme correspondant d'Europe 1, puis il mène une carrière d'animateur radiophonique.

## Biographie
Gérard Valet naît à Paris, le 24 août 1932. Très vite, il manifeste un goût immodéré pour les lettres.
Il entre à la RTBF (alors l'INR) en 1958. Il anime pendant de nombreuses années Point de mire, une émission de mi-journée, puis Boulevard du temps, sur La Première. 
Il est à l'origine du surnom « Monsieur Météo » qu'a porté Jules Metz pendant tout le reste de sa carrière.
Il est surtout connu pour deux des émissions phares de la RTBF radio: Musique au petit-déjeuner, de 1961 à 1979, et Point de Mire, de 1975 à 1993.
1970 : "Mirella souffle le chaud et le froid", écrit en collaboration avec Philippe Marceliaire et illustré par Nadine Forster. Gérard Valet avait mis ses auditeurs de la RTBF au défi d'inventer cette histoire ; Philippe Marceliaire (pseudonyme de Philippe Cruysmans) a rédigé le texte sur base des idées données par les auditeurs. L'ouvrage a été édité par les Editions Art & Voyages et Lucien De Meyer éditeur (Belgique).
En 1976, il coréalise Moi, Tintin avec Henri Roanne. Ce documentaire consacré à Hergé est sélectionné Hors compétition au festival de Cannes 1977. Plus tard, il est à l'origine du déplacement en Belgique de Tchang (Zhang Chongren), l'ami chinois de Hergé.
Il était le mari de la danseuse Tania Bari.
Gérard Valet meurt le 3 janvier 2005, à l'âge de 72 ans des suites d'un cancer de la gorge.